# みなみのさんかく座カッパ星
みなみのさんかく座κ星（みなみのさんかくざカッパせい、κ TrA / κ Trianguli Australis）は、みなみのさんかく座の恒星である。
みなみのさんかく座κ星は、黄色の超巨星である。